# Église de Salem à Tartu
L'église de Salem à Tartu (en estonien : Tartu Salemi kirik) ou église baptiste de Salem à Tartu (en estonien : Tartu Salemi Baptistikogudus) est une église baptiste de Tartu en Estonie.

## Histoire
L'église a été fondée en 1988 peu de temps après que l'Estonie a retrouvé son indépendance de l'Union soviétique. 
Le bâtiment de l'église de Salem a été conçue par l'architecte Maarja Nummert. 
L'édifice a été construit en 1992 et le bâtiment a été ouvert pour les services religieux en 2000.
La construction du clocher s'est achevée en 2004.
Le seul orgue baroque de Tartu est situé dans cette église. 
La nef, dotée d'une bonne acoustique, peut accueillir près de 400 personnes,.

## Galerie

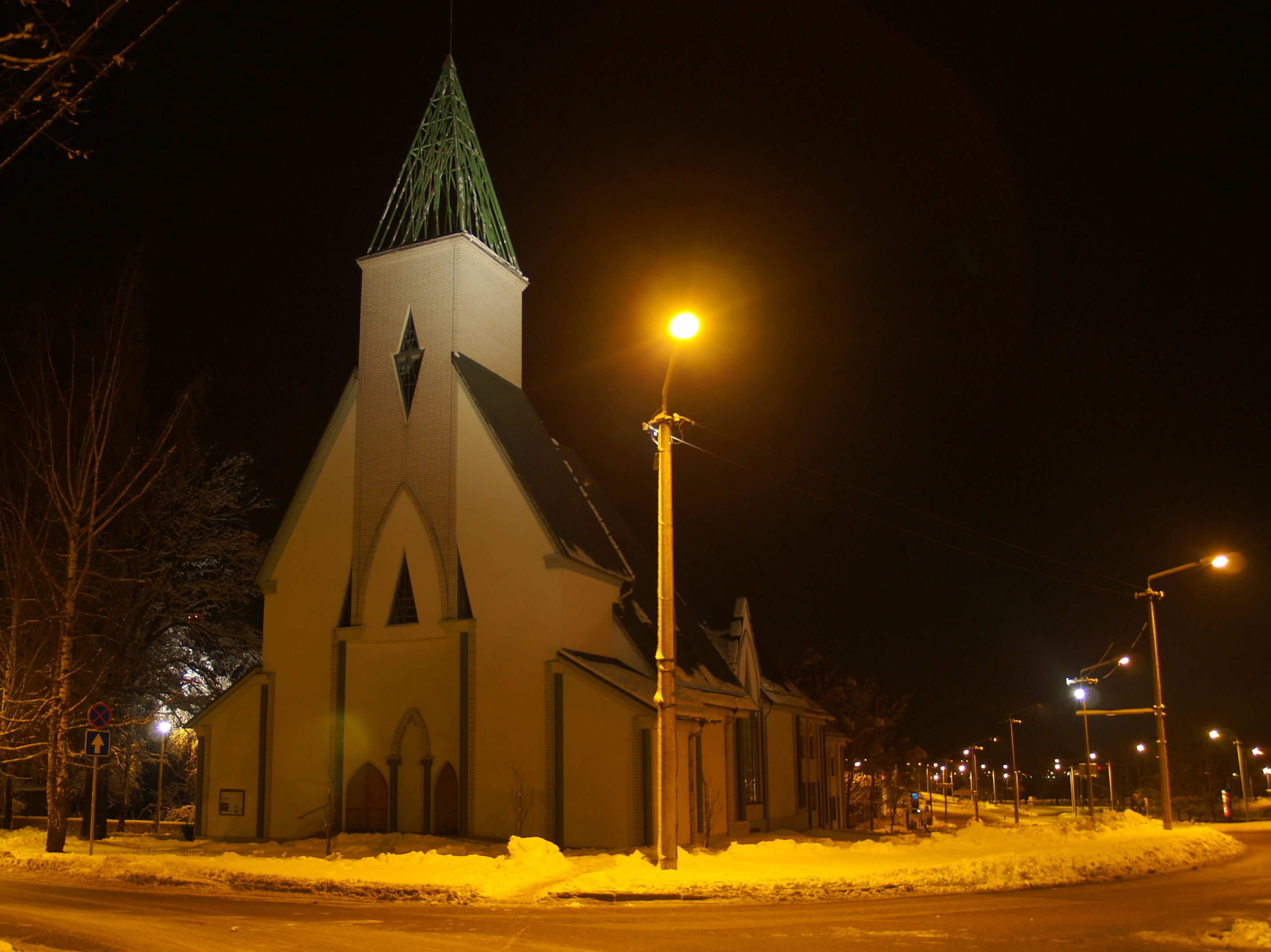
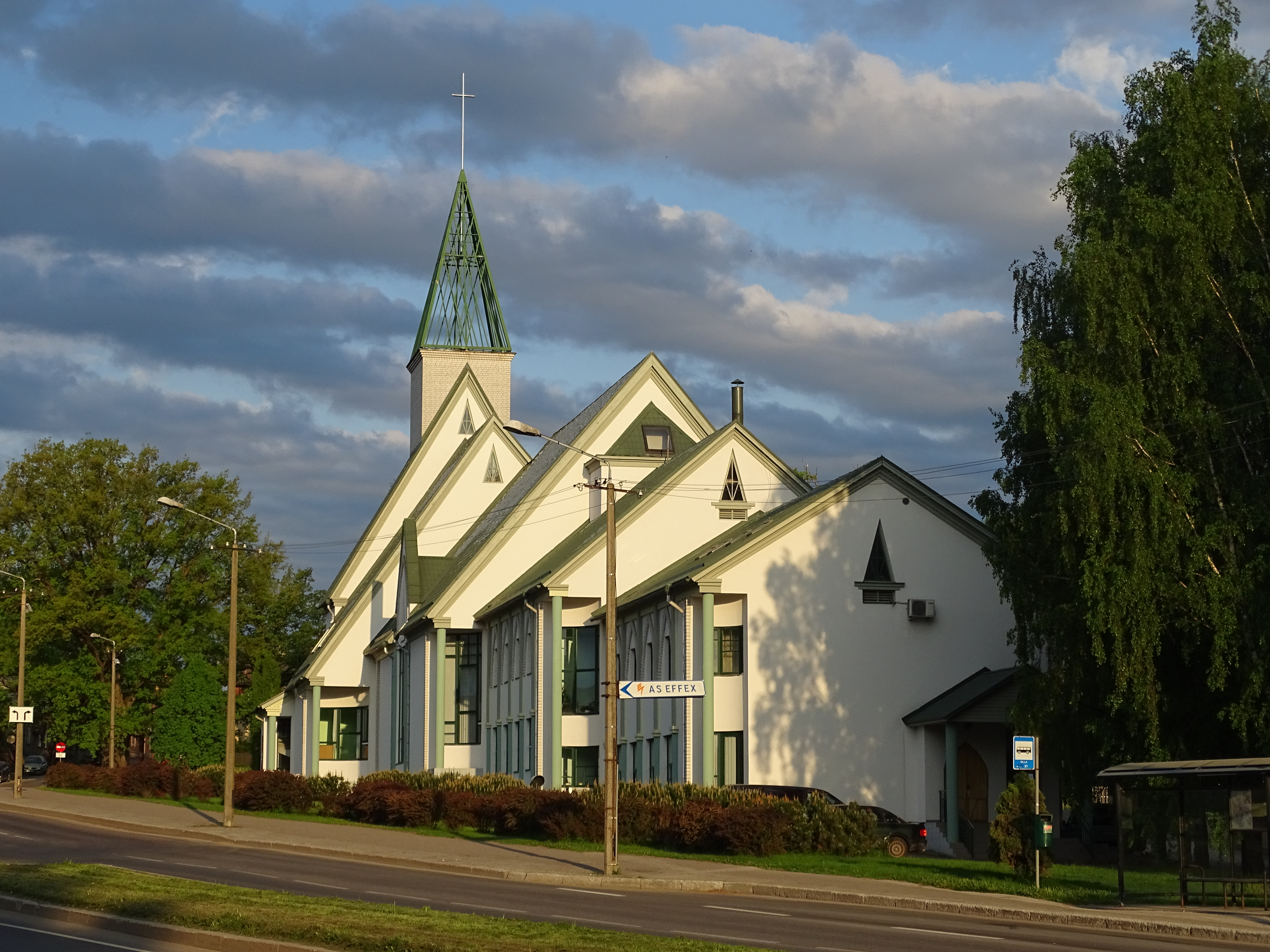
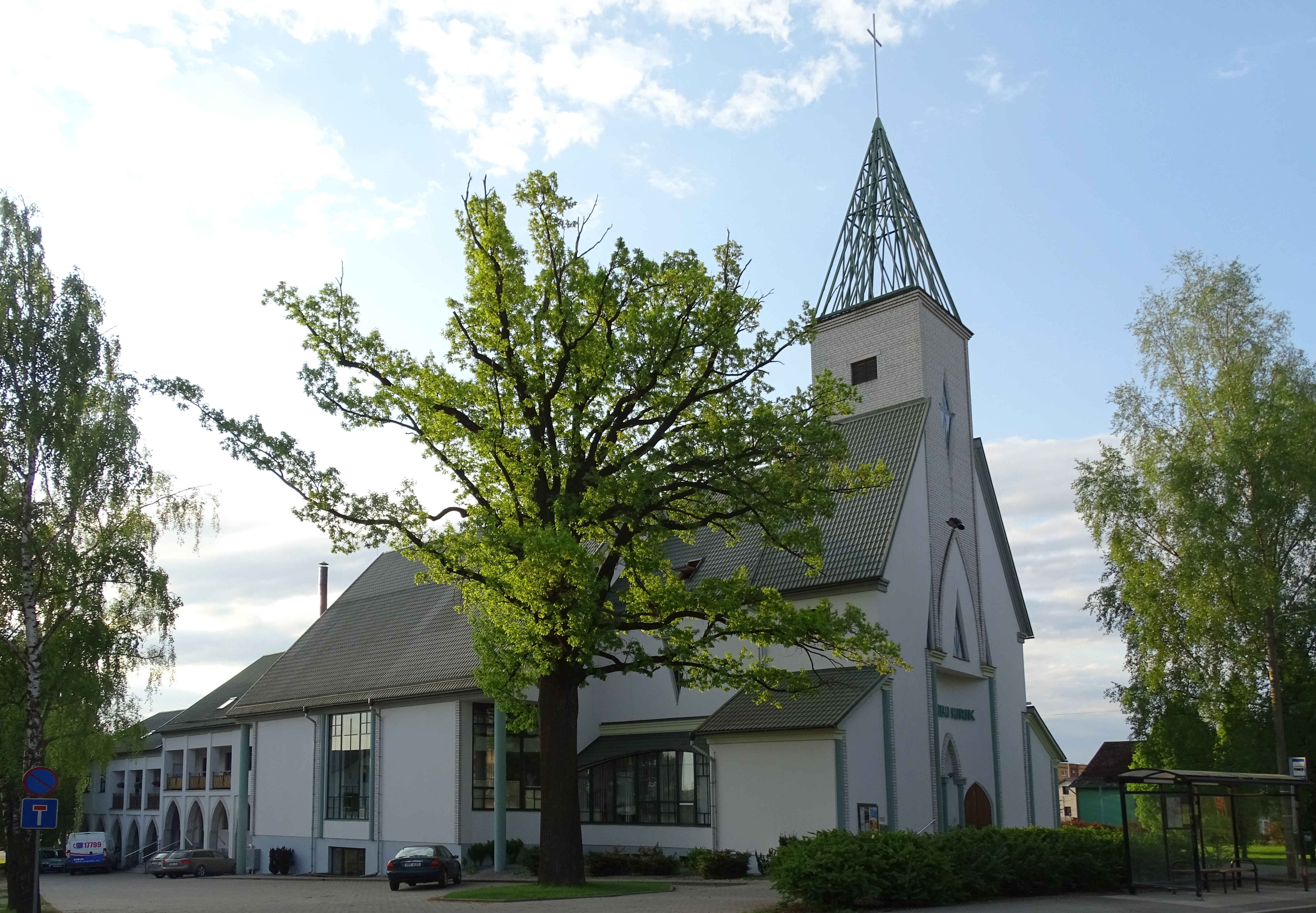